# Underground 6
Underground 6 è il settimo EP del gruppo musicale statunitense Linkin Park, pubblicato il 5 dicembre 2006 dalla Machine Shop Recordings.

## Descrizione
Sesto EP pubblicato dal fan club ufficiale del gruppo, LP Underground, Underground 6 contiene due brani inediti (Announcement Service Public, breve traccia strumentale con registrazioni vocali di Bennington a rovescio, e QWERTY) e quattro tracce eseguite dal vivo il 13 agosto 2006 a Chiba (Giappone durante il Summer Sonic Festival, tra cui figurano nuovamente QWERTY, una versione al pianoforte di Pushing Me Away e Reading My Eyes, brano scritto dal gruppo nel 1997 quando si chiamava ancora Xero.

## Tracce
Testi e musiche di Linkin Park, eccetto dove indicato.
1. Announcement Service Public – 2:23
2. QWERTY – 3:21
3. QWERTY (Live) – 3:55
4. Pushing Me Away (Live) – 3:30
5. Breaking the Habit (Live) – 5:21
6. Reading My Eyes (Live) – 3:18 (Mike Shinoda, Mark Wakefield)

## Formazione
Hanno partecipato alle registrazioni, secondo le note di copertina:
Gruppo
- Chester Bennington – voce
- Mike Shinoda – rapping (tracce 2, 3 e 6), chitarra (traccia 1), tastiera (tracce 1, 4 e 5)
- Brad Delson – chitarra (eccetto traccia 4)
- Phoenix – basso (eccetto traccia 4)
- Rob Bourdon – batteria (eccetto traccia 4)
- Joe Hahn – giradischi (eccetto traccia 4)

Produzione
- Rick Rubin – produzione (tracce 1 e 2)
- Mike Shinoda – produzione (tracce 1 e 2)
- Andrew Schepps – ingegneria del suono (tracce 1 e 2)
- Phillip Broussard Jr. – ingegneria secondaria (tracce 1 e 2)
- Dana Nielsen – ingegneria del suono aggiuntiva (tracce 1 e 2)
- Ethan Mates – missaggio (tracce 3-6)
- Brian "Big Bass" Gardner – mastering (tracce 3-6)